# (9533) Aleksejleonov
(9533) Aleksejleonov est un astéroïde de la ceinture principale.
Il est nommé en l'honneur du premier homme dans l'espace, Alexeï Leonov.

## Description
(9533) Aleksejleonov est un astéroïde de la ceinture principale. Il fut découvert le 28 septembre 1981 à Naoutchnyï par Lioudmila Jouravliova. Il présente une orbite caractérisée par un demi-grand axe de 2,62 UA, une excentricité de 0,17 et une inclinaison de 6,6° par rapport à l'écliptique.

## Compléments